# 善牧

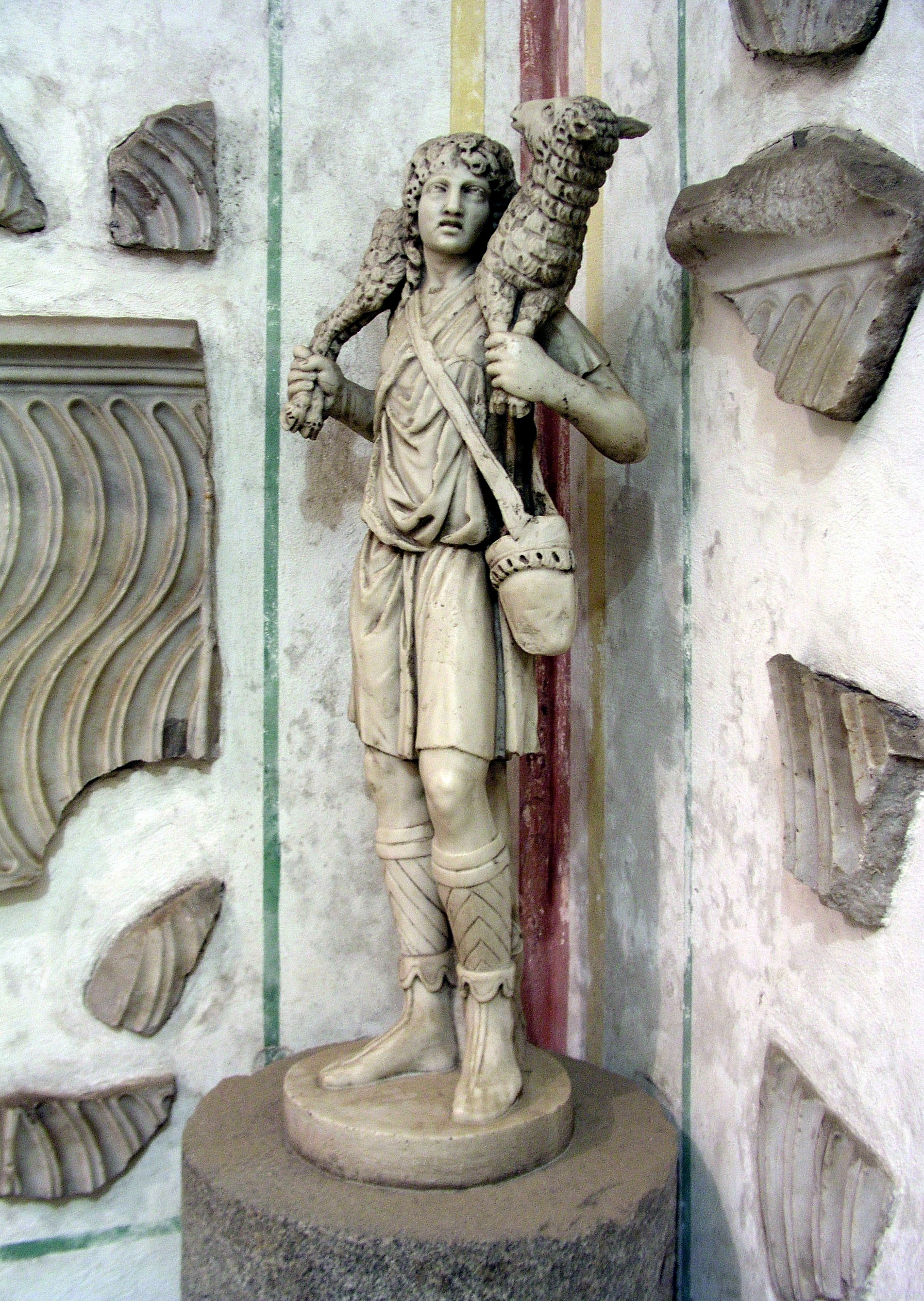
4世紀時的耶稣善牧形象

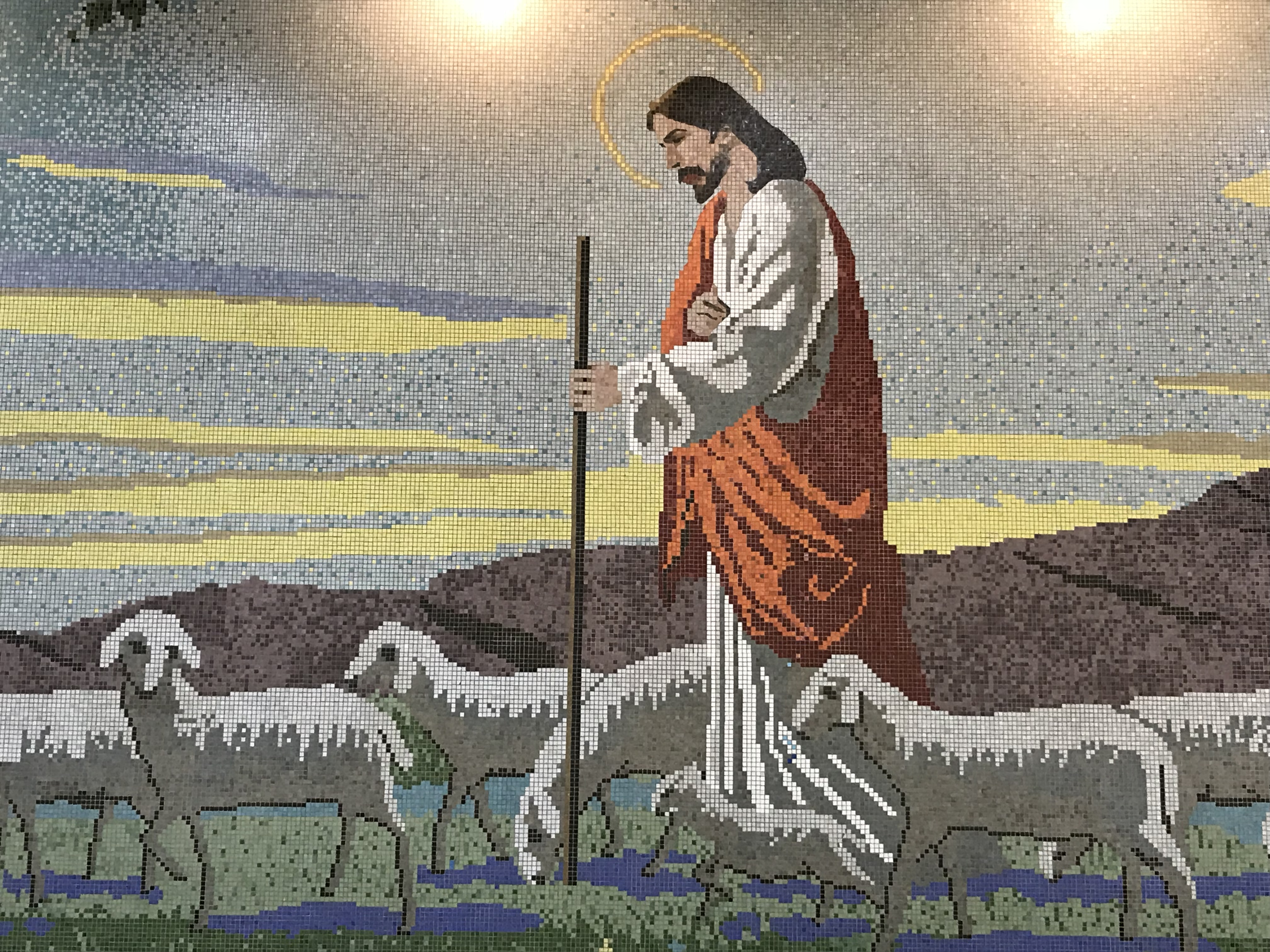
君王堂内巨幅彩色马赛克镶嵌壁画“耶稣善牧”

善牧（希臘語：ποιμήν ο καλός，poimḗn o kalós）是聖經若望福音第10章第1至第21节“耶稣是善牧”中的一个形象，耶穌基督被描繪為善牧。圣咏集第23篇中亦有類似形象。耶稣善牧也是早期基督教藝術中經常出現的形象。

## 外部連結
- Holman Bible Dictionary - "Shepherd"（页面存档备份，存于） for other Biblical references.